# غورد رولاند
غورد رولاند هو لاعب كرة قدم كندية كندي، ولد في 1 سبتمبر 1930 في مونتريال في كندا.